# 아타리 7800

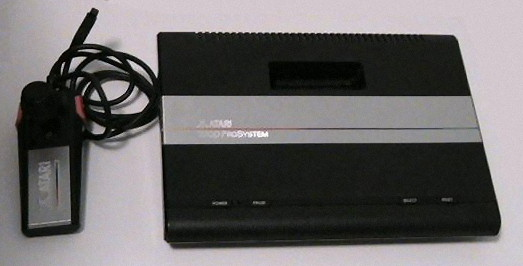
아타리 7800 시스템

아타리 7800(Atari 7800)은 1986년 6월 아타리에서 발매한 가정용 게임기로 실패한 아타리 5200을 대체하여 닌텐도와 세가로부터 시장 1위를 탈환하기 위해 투입되었다.
아타리 5200의 단점을 보완해 심플한 디지털 조이스틱과 아타리 2600과의 호환성을 확보했고 당시로서는 적당한 가격인 140달러에 출시되었다.

## 세부사항
아타리 7800은 1984년 6월 남부 캘리포니아에서 시험 판매하였으나 한달후 워너 커뮤니케이션에서 아타리를 인수한 Jack Tramiel은 새로운 16비트 컴퓨터 개발에 집중하기 위해 모든 계획을 연기하였다. 1986년 7800은 다시 판매되었으나 시장은 이미 닌텐도의 패밀리 컴퓨터(NES)가 90%를 차지하고 있었고 나머지는 세가의 마스터 시스템이 점유하고 있었다.
7800은 아타리 2600과 동일한 칩을 사용하여 호환성을 확보했다. 7800 모드에서 아타리 2600 칩은 사운드와 컨트롤러 인터페이스만을 담당하며 그래픽은 마리아 GPU를 이용한다. 그리고 볼 블레이저(Ballblazer)나 코만도(Commando)게임 같이 게임 카트리지 안에 포키 오디오 칩을 내장하여 사운드 효과를 향상할 수 있었다.
NTSC 7800 바이오스는 디지털 서명을 생성하고 카트리지에 저장된 서명에 비교하여 2600과 7800 카트리지를 구별하며 아타리에게 인증된 개발자 만이 게임을 제작할 수 있게 만들었다. PAL방식의 7800은 디지털 서명 코드가 없으며 2600 카트리지를 구별하는 데 다양한 방법을 사용했다.
7800은 1983년 비디오 게임 위기이후 판매된 다른 아타리 게임기와 마찬가지로 극심한 소프트웨어 부족에 직면했다. 이전 게임기의 게임들과 마찬가지로 아타리가 발매한 소수의 게임 중 대부분이 투박하고 내용이 부실했으며 앱솔루트(Absolute)와 액티비전(Activision), 프로고(Froggo)를 제외한 아타리의 다른 서드 파티 개발사들은 닌텐도의 독점 계약에 묶여 다른 게임기용 게임을 개발할 수 없었다.
아타리는 닌텐도, 세가와의 벌어진 격차를 줄이지 못했고 1992년 1월 1일 공식적으로 아타리 7800을 포함해 아타리 2600, 아타리 8비트 컴퓨터, 아타리 XE 게임시스템을 단종시켰다.

## 사양
- CPU : 커스텀 6502C
  - 클럭 : 1.79MHz (TIA, RIOT칩 사용시 1.19 MHz로 하락)
- RAM : 4KB (2개의 6116 2Kx8 RAM IC)
- ROM : 4KB 바이오스 롬, 48KB 카트리지 롬 영역(뱅크스위칭 사용안함)
- 그래픽 : MARIA
  - 클럭 : 7.16 MHz
  - 해상도 160*240(PAL 160*288), 320x240/288
  - 256 팔레트(16색조*16광도) 중 최대 25색
  - DMA(Direct Memory Access)
- 사운드 : TIA
  - 7800용 게임에선 사운드만 처리, 2600용 게임에선 사운드와 비디오 둘다 처리
  - 추가로 게임 카트리지안에 포키 사운드 칩 사용 가능
- I/O : 조이스틱, 콘솔 스위치 IO
- 포트 : 조이스틱 포트 2개, 카트리지 슬롯, 확장 포트, RF 출력 단자